# سفیدخانی علیا
سفیدخانی علیا، روستایی از توابع بخش شیروان شهرستان چرداول در استان ایلام ایران است.

## جمعیت
این روستا در دهستان زنگوان قرار دارد و براساس سرشماری مرکز آمار ایران در سال ۱۳۸۵، جمعیت آن ۲۷ نفر (۹خانوار) بوده‌است.